# Mark Strong
Mark Strong (nascut Marcus Giuseppe Salussolia; 5 d'agost de 1963) és un actor anglés. És conegut per papers com ara: Príncep Septimus a Stardust (2007), Lord Henry Blackwood a Sherlock Holmes (2009), Frank D'Amico a Kick-Ass (2010), Jim Prideaux a El talp (2011), George a Zero Dark Thirty (2012), Gen. Maj. Stewart Menzies a Desxifrant l'Enigma (2014), Merlin a Kingsman: The Secret Service (2014) i Kingsman: The Golden Circle (2017), i Dr. Thaddeus Sivana a Shazam! (2019).